# Phalanger gymnotis
Il cusco terricolo (Phalanger gymnotis Peters & Doria, 1875) è un marsupiale arboricolo della famiglia dei Falangeridi.

## Descrizione
Il cusco terricolo pesa in media 2,5-3 kg. Ha una lunghezza testa-corpo di circa 44 cm e una coda di circa 33 cm. Le varie popolazioni, tuttavia, presentano una notevole variazione di dimensioni: gli esemplari che vivono nelle foreste di pianura, ad esempio, sono più grandi di quelli presenti nelle aree montuose. È dotato di pollici opponibili sulle zampe posteriori, di coda prensile e di una biforcazione tra il secondo e il terzo dito delle zampe anteriori, che gli consentono di muoversi con facilità tra gli alberi e di alimentarsi rimanendo in posizione sospesa.
Il manto è breve e folto; la colorazione copre molte tonalità di grigio, spesso con macchie bianche su addome e scroto. La coda presenta una sorta di rigonfiamento alla base e lungo il margine dorsale, mentre la parte inferiore è indurita da nervature trasversali per renderla più atta alla presa. Le zampe sono grandi e munite di cinque dita, delle quali solamente quelle opponibili delle zampe posteriori sono prive di artigli. Le orecchie del cusco terricolo sono prominenti e prive di pelo. Il marsupio si apre in avanti e contiene quattro mammelle.

## Biologia
I cuschi terricoli sono generalmente creature arboricole notturne, folivore e frugivore, che si muovono lentamente, sebbene i cacciatori della Nuova Guinea ogni tanto li scorgano prendere bagni di sole, la mattina presto, appena fuori dalla loro tana. La tendenza a nidificare in gallerie nel suolo rende questa specie particolarmente vulnerabile alla caccia con i cani. Il cusco terricolo si differenzia da tutti gli altri Falangeridi per trascorrere la giornata all'interno della tana, ma sembra a proprio agio sia sul terreno che sugli alberi. Gli esemplari in cattività vengono spesso descritti come prevalentemente arboricoli, mentre quelli selvatici hanno abitudini perlopiù terricole. Specie solitaria, il cusco terricolo combatte con i conspecifici adottando una postura bipede e sferzando l'aria con gli arti anteriori ed emettendo sibili e latrati. In cattività gli esemplari vivono tranquillamente in coppia, ma talvolta scoppiano brevi combattimenti.
Non abbiamo nessuna informazione riguardo alla longevità della specie in natura. In cattività un esemplare è vissuto fino a 18 anni e non sono rari individui che raggiungono i 10 anni.

## Distribuzione e habitat
Il cusco terricolo è presente in un vasto areale che comprende gran parte della Nuova Guinea, le isole Aru e le isole di Yapen, Misool e Salawati (tutte appartenenti politicamente all'Indonesia). In Nuova Guinea è assente solamente dalle pianure meridionali. Si incontra nelle foreste pluviali, dal livello del mare fino a 2700 m di quota, ma è più comune tra i 500 e i 1500 m. Evita le aree paludose, i delta e le zone alluvionali.

## Tassonomia
Sono state riconosciute due sottospecie:
- P. g. gymnotis Peters e Doria, 1875: isole Aru;
- P. g. leucippus Thomas, 1898: Nuova Guinea.